# Ogawa (Nagano)
Ogawa (小川村?) è un villaggio giapponese della prefettura di Nagano.